# Бакунова, Алеся Владимировна
Але́ся Влади́мировна Баку́нова (14 апреля 1980, Рогачёв) — белорусская гребчиха-байдарочница, выступала за сборную Белоруссии в первой половине 2000-х годов. Серебряная и бронзовая призёрша чемпионата Европы, многократная чемпионка республиканских и молодёжных регат, участница летних Олимпийских игр в Сиднее. На соревнованиях представляла Гомельскую область, мастер спорта международного класса.

## Биография
Алеся Бакунова родилась 14 апреля 1980 года в городе Рогачёве, Гомельская область. Активно заниматься греблей на байдарке начала в раннем детстве, проходила подготовку в рогачёвской специализированной детско-юношеской школе олимпийского резерва № 2 и в гомельском областном училище олимпийского резерва, тренировалась у таких специалистов как Г. П. Шишов и П. С. Рудевич.
Благодаря череде удачных выступлений в 2000 году удостоилась права защищать честь страны на летних Олимпийских играх в Сиднее, где вместе с такими байдарочницами как Светлана Вакула, Наталья Бондаренко и Елена Беть участвовала в зачёте четвёрок на дистанции 500 метров — сумела выйти в финальную стадию турнира, однако в решающем заезде финишировала лишь шестой.
После сиднейской Олимпиады Бакунова осталась в основном составе белорусской национальной сборной и продолжила принимать участие в крупнейших международных регатах. Так, в 2001 году она побывала на чемпионате Европы в Милане, откуда привезла награды бронзового и серебряного достоинства, выигранные в полукилометровой программе двоек и в километровой программе четвёрок соответственно. В 2002 побеждала на этапах Кубка мира в бельгийском Мехелене и польской Познани, стала серебряной призёршей Дуйсбургской регаты в Германии. Карьеру профессиональной спортсменки завершила в середине 2000-х годов.
Имеет высшее образование, в 2003 году окончила Гомельский государственный университет имени Франциска Скорины, где обучалась на факультете физической культуры. За выдающиеся спортивные достижения удостоена звания мастера спорта международного класса.